# Полевой (Ростовская область)
Полево́й — посёлок в Весёловском районе Ростовской области. 
Входит в состав Верхнесолёновского сельского поселения. 

## Население
| 1989 | 2002 | 2010 |
| ---- | ---- | ---- |
| 284  | ↘103 | ↘92  |

## Улицы
В посёлке имеется одна улица: Степная.  

## Инфраструктура
В 2007—2008 годах осуществлено строительство внутрипоселкового газопровода.